# Елувијални процес
Елувијални процес чини површинска измена стенске масе у којој су изграђени облици рељефа. Назива се још и физичко – хемијско распадање стена. Површинска измена стенске масе обавља се као физичка, механичким путем, дробљењем и уситњавањем стене, или хемијским изменама састава површинских делова стене. Физичко–хемијско распадање стенске масе обавља се претежно под дејством климатских фактора, температурних промена и атмосферске воде. Приликом физичко–хемијског распадања материјал, остаје на месту, односно, транспорт је занемарљиво мали. Стенска маса се мења, али разарања постојећих облика, тј. ерозије, а тиме и стварања нових облика, било ерозијом, било акумулацијом, нема. Елувијални процес стога не представља геоморфолошки процес. Физичко трошење услед временских прилика укључује разградњу стена и земљишта механичким ефектима топлоте, воде, леда или других агенаса. Хемијско трошење обухвата хемијску реакцију воде, атмосферских гасова и биолошки произведених хемикалија са стенама и земљиштем. Вода је главни агенс који стоји иза физичког и хемијског трошења, иако су атмосферски кисеоник и угљен-диоксид и активности биолошких организама такође важни. Хемијско трошење биолошким дејством познато је и као биолошко трошење.
Елувијални процес се универзално развија у свим теренима, само је разлика у интензитету. Приликом физичко–хемијског распадања на површини стенске масе настаје слој растреситог материјала. Дебљина тог слоја је променљива и варира од центиметарског до декаметарског реда величина. Огромне масе растреситог материјала настале на тај начин лако се покрећу под дејством различитих егзогених агенаса. Елувијални материјал учествује у свим геоморфолошким процесима. Због тога он у геоморфологији представља веома значајан припремни процес за друге геоморфолошке процесе.

## Механизам процеса
На развој елувијалног процеса утичу четири агенса. То су температурне разлике, дејство атмосферске воде, дејство флоре и фауне и дејство човека.
Интензитет елувијације условљен је карактеристикама пацијенса, тј. литолошким саставом и склопом стенске масе. Износ физичко – хемијских измена стенске масе зависиће и од времена, тј. дужине деловања једног или више агенаса на површину стене.

### Температурне разлике
Температурне разлике дефинишу се као однос инсолације и радијације, тј. однос количине топлоте коју један део површине Земље прима од Сунца и количине топлоте коју исти део емитује. Однос инсолације и радијације зависи првенствено од географске ширине посматраног терена.
У оквиру истог климатског појаса температурне разлике се мењају у зависности од годишњег доба, а у једном годишњем добу у зависности од доба дана. Поред тога, температурне разлике зависе и од бројних локалних услова, као што су влажност ваздуха, експозиција стенске масе, тј. изложеност ка северу или југу, рашчлањеност рељефа, нагиби површине стене.
Температурне промене изазивају наизменична загревања и хлађења површинских делова стенске масе, што се манифестује њиховим ширењем и скупљањем, утолико израженијим уколико су температурне промене веће и брже. То доводи до слабљења привлачних сила унутар стенске масе и она почиње да се дроби. Учинци температурних промена су, дакле, физичке измене стенске масе.

### Атмосферска вода
Атмосферска вода се јавља као влага, која се на површини Земље манифестује у виду росе, слане, магле и сл. С обзиром на мале количине и незнатне брзине кретања кинетичка енергија те воде је безначајна. Основни ефекат атмосферских вода у елувијалном процесу је хемијска измена стенске масе. У комбинацији са температурним разликама атмосферска вода може, међутим, имати и механичко дејство.
Под деловањем воде, у зависноти од литолошког састава стена, дешавају се хемијске измене, као што су хидратација, оксидација, каолинизација. Све те измене имају за последицу смањење чврстоће стене, односно смањење њене отпорности на физичко разарање. На ефекат деловања атмосферских вода значајан утицај има склоп стенске масе. Већи број механичких дисконтинуитета (пукотина, раседа), посебно оних са стрмим падовима, омогућава лакше и дубље продирање атмосферских вода у стену, те тиме и њихове веће учинке.
Хидролиза представља сложени процес (нарочито при распадању силиката и алумосиликата), током којег се првобитна структура минерала замењује новом, која се суштински разликује од првобитне. На овај начин се образују нови хипергени минерали, а процес се одвија под дејством воде и минералних једињења из стена са којима ступа у хемијску реакцију. Овим процесом се смањује механичка чврстоћа стена, убрзава и олакшава њихово распадање.
Хидратација је, као процес хемијског распадања стена и минерала, карактеристичан по томе што вода улази у молекуле, мења њихов хемијски састав и даје нове минерале, који су подложнији даљем распадању. Типичан пример је анхидрит, који се не раствара у води, али у додиру са извесном количином воде прелази у гипс, који се лако распада хемијским процесима: 
.
Поступком хидратације, хематит (Fe2O3) релативно брзо прелази у постојано једињење лимонит:
.
На сличан начин, хемијским дејством воде, фелдспати дају каолин, оливин прелази у серпентин, а амфибол и други силикати магнезијума се трансформишу у талк.
Процес карбонатизације је нарочито развијен у теренима изграђеним од карбонатних стена (кречњака и доломита). Овај процес хемијског распадања чини основ за развој крашког процеса.
Оксидација је хемијски процес измене стена под утицајем кисеоника раствореног у води и кисеоника из атмосфере. Овај процес је најзаступљенији код минерала који садрже оксиде и сулфиде гвожђа, мангана, кобалта и других елемената. При оксидацији, нисковалентна једињења прелазе у високовалентна уз стварање хидроксида. На примеру гвожђа, описани процес изгледа овако: 
.
Даљом оксидацијом феросулфат прелази у ферисулфат:
.
Ферисулфат, као непостојан, у даљем процесу оксидације даје хидратисани оксид гвожђа и сумпорну киселину:
.
Новонастали постојани минерал лимонит (Fe2О3×3H2O) потпуно се разликује од пирита (FeS2), минерала од кога је постао у процесу оксидације.

### Флора и фауна
Флора и фауна, тј. вегетациони покривач и животињски свет имају, с обзиром на широку распрострањеност, значајан утицај на физичко – хемијско распадање стена. Поред физичких измена, манифестованих механичким разбијањем и уситњавањем одломака, под дејством флоре и фауне развијају се и замашне хемијске измене површинског слоја стена. Главну улогу ту имају биљне киселине, посебно оне настале труљењем и распадањем биљака. Битан утицај у хемијским изменама стенске масе има и обиље микроорганизама.

### Биолошко трошење
Минерално трошење такође може бити покренуто или убрзано микроорганизмима у земљишту. Организми у земљишту чине око 10 mg/cm³ типичног земљишта, а лабораторијски експерименти су показали да албит и мусковит два пута брже пролазе кроз процес трошења у живом у односу на стерилно земљиште. Лишајеви на стенама су међу најефикаснијим биолошким агенсима хемијског трошења. На пример, једна експериментална студија на амфибол граниту у Њу Џерсију, САД, показала је 3x – 4x повећање стопе трошења под површинама покривеним лишајевима у поређењу са недавно изложеним површинама голих стена.
Најчешћи облици биолошког трошења настају услед ослобађања хелатних једињења (као што су одређене органске киселине и сидерофори) и угљен-диоксида и органских киселина из биљака. Корени могу да повећају ниво угљен-диоксида до 30% свих гасова у земљишту, уз помоћ адсорпције {\displaystyle {\ce {CO2}}} на минерале глине и веома спорог степена дифузије {\displaystyle {\ce {CO2}}} из земље. {\displaystyle {\ce {CO2}}} и органске киселине помажу у разградњи једињења која садрже алуминијум и гвожђе у земљишту испод њих. Корени имају негативно електрично наелектрисање уравнотежено протонима у земљишту поред корена, и они се могу заменити за есенцијалне хранљиве катјоне као што је калијум. Пропадајући остаци мртвих биљака у земљишту могу да формирају органске киселине које, када се растворе у води, изазивају хемијско трошење. Хелатна једињења, углавном органске киселине мале молекулске тежине, способна су да уклоне металне јоне са голих површина стена, при чему су алуминијум и силицијум посебно осетљиви. Способност разбијања голих стена омогућава лишајевима да буду међу првим колонизаторима суве земље. Акумулација хелатних једињења може лако утицати на околне стене и земљиште, и може довести до подзолизације земљишта.
Симбиотске микоризне гљиве повезане са кореновим системом дрвећа могу да ослобађају неорганске хранљиве материје из минерала као што су апатит или биотит и пренесу ове хранљиве материје на дрвеће, доприносећи тако исхрани дрвећа. Недавно је такође доказано да бактеријске заједнице могу утицати на стабилност минерала што доводећи ослобађања неорганских хранљивих материја. Пријављено је да су велики број бактеријских сојева или заједница из различитих родова у стању да колонизују минералне површине или временске утицаје на минерале, а за неке од њих је показано дејство на подстицање раста биљака. Демонстрирани или претпостављени механизми које бактерије користе за вршење утицаја на минерале током времена укључују неколико реакција оксидоредукције и растварања, као и производњу агенаса за биолошког трошења, као што су протони, органске киселине и молекули хелата.

## Морфолошки значај процеса
У елувијалном процесу не мењају се облици рељефа. При физичко – хемијском распадању мења се стенска маса, материјал од кога су изграђени облици. С обзиром на занемарљиво мали износ транспорта, нема ерозије, ни акумулације, па нема ни промене облика. Распаднути материјал остаје на месту (in situ). Тај материјал се назива елувијум.
Као невезан и растресит материјал, елувијум се лако покреће дејством било ког егзогеног агенса. Морфолошки значај елувијалног процеса огледа се у припреми материјала за све геоморфолошке процесе. Одношењем елувијалног материјала остаје огољена матична стена.
Минерални састав крајњег продукта елувијалног процеса зависи од климатских услова у којима се процес развија. Углавном се могу издвојити два екстремна случаја:
- у областима умерене, хумидне климе коначан продукт елувијације су кварцни песак и глина;
- у тропским условима топле и влажне климе силицијум је непостојан. Кварцни песак и алумосиликати (глине) се не могу одржати. Уместо њих јавља се латерит. Због великог садржаја оксида гвожђа, латерит има изразито црвену боју.